# Győz a tudomány
Győz a tudomány az Ifjúsági Könyvkiadó 1954-ben indított tudománynépszerűsítő sorozata. Székhely: Bukarest, fiókok például Kolozsvárt. Eleinte románból és oroszból fordított kötetei a matematika, fizika, kémia, távolbalátás, csillagászat, űrkutatás, rovartan területéről választott témákkal ismertették meg az ifjú érdeklődőket. 1958-tól hazai magyar szerzők munkái is felbukkantak, így Weiszmann Endre Utazás a négy dimenzióban (1958), Tóth Imre Csillagok, atomok, emberek (1959), Gyurkó István A halak élete (1960), Fülöp Géza–Szabó Lajos Az ezerarcú műanyag (1961), Újvári József Folyók, tavak, tengerek (1962), Dezső Ervin Több fényt! (1963), Kabán Ferenc A kukorica története (1965), Rohonyi Vilmos Automatizálás (1965), Tenkei Tibor Ismerd meg a gépgyártást (1966), Szabó T. E. Attila A természet időjelzése (1967) c. kötetei. A sorozat 1967-ben bekövetkezett megszűnéséig 28 kötet összesen 56 000 példánya jutott el az olvasókhoz.
Ezen sorozatnak az volt a jelentősége, hogy a romániai magyar anyanyelvű fiatalok hozzájuthattak természettudományos írásokhoz magyar nyelven.